# Vincent Sasso
Vincent Julien Sasso (* 16. Februar 1991 in Saint-Cloud) ist ein französischer Fußballspieler.

## Karriere

### Verein
Sasso begann seine Laufbahn in der Jugend des Hauptstadtklubs Paris Saint-Germain, bevor er 2004 zum AC Boulogne-Billancourt wechselte. Zwei Jahre später schloss er sich dem FC Nantes an. Am 27. August 2010, dem 5. Spieltag, gab er beim 2:0 gegen OC Vannes sein Ligadebüt für die erste Mannschaft in der zweitklassigen Ligue 2, als er in der Startelf stand. In zwei Spielzeiten für Nantes absolvierte er insgesamt 24 Partien in der zweithöchsten französischen Spielklasse. 
Im Sommer 2012 wechselte er zum portugiesischen Erstligisten SC Beira-Mar. In der Hinrunde kam er in sämtlichen 15 Spielen des Vereins in der Primeira Liga zum Einsatz, wobei er zwei Tore erzielte. Daraufhin unterschrieb er im Januar 2013 einen Vertrag beim Ligakonkurrenten Sporting Braga. Im selben Jahr gewann er mit Sporting den portugiesischen Ligapokal Taça da Liga. In zweieinhalb Saisons in Braga war er allerdings nur Ersatzspieler und bestritt 17 Spiele in der höchsten portugiesischen Liga. Zudem spielte er siebenmal für die zweite Mannschaft in der Segunda Liga, wobei er zweimal traf. Im Sommer 2015 schloss er sich auf Leihbasis dem englischen Zweitligisten Sheffield Wednesday an. Zur Saison 2016/17 wurde der Innenverteidiger fest verpflichtet. In zwei Spielzeiten bei den Eulen spielte er 28-mal in der EFL Championship und schoss dabei zwei Tore. 
Im Sommer 2017 kehrte er nach Portugal zurück und wechselte zum Erstligisten Belenenses SAD. Er avancierte zum Stammspieler und absolvierte in zwei Spielzeiten 47 Partien in der Primeira Liga, in denen er viermal traf. Zur Saison 2019/20 ging er zum Schweizer Erstligisten Servette FC. Bei den Genfern etablierte er sich in den folgenden Spielzeiten in der Innenverteidigung.
Auf die Saison 2022/23 wechselte Sasso wieder zurück in die portugiesische Liga zu Boavista FC.

### Nationalmannschaft
Sasso durchlief ab der U-16-Auswahl sämtliche französische U-Nationalmannschaften. Im Juni 2011 bestritt er zwei Freundschaftsspiele für die U-21-Nationalmannschaft.